# شهرداری آرکه
شهرداری آرکه (به اسپانیایی: Arque Municipality) یک شهرداری در بولیوی است که در استان آرکه واقع شده‌ است. شهرداری آرکه ۱۱٬۸۰۶ نفر جمعیت دارد و ۳٬۵۰۰ متر بالاتر از سطح دریا واقع شده‌ است.